# 千葉県立野田中央高等学校
千葉県立野田中央高等学校（ちばけんりつ のだちゅうおうこうとうがっこう）は、千葉県野田市谷津にある県立高等学校。

## 設置学科
- 普通科

### かつての設置課程・学科
- 定時制課程（普通科）: 2008年度まで。統合と同時に募集を停止したため、統合前に旧野田高校に入学した生徒のみが在籍していた[1]。

## 沿革
- 2006年4月 - 千葉県立野田高等学校と千葉県立野田北高等学校が統合して創立。旧野田北高校校舎を使用している。
- 2009年3月 - 第1回卒業式。3月末日をもって定時制課程閉課（2006年から定時制課程募集停止）。

## 進路
- 進学（大学や専門学校など）が70%以上を占める（2013年3月現在）[2]。

## 交通
- 東武野田線（東武アーバンパークライン）七光台駅東口より徒歩9分。

## 主な著名人
アゲノ勘太(お笑い芸人)